# Municipio de Ruscombmanor
El municipio de Ruscombmanor (en inglés: Ruscombmanor Township) es un municipio ubicado en el condado de Berks en el estado estadounidense de Pensilvania. En el año 2000 tenía una población de 3.776 habitantes y una densidad poblacional de 104.7 personas por km².

## Geografía
El municipio de Ruscombmanor se encuentra ubicado en las coordenadas 40°25′30″N 75°52′59″O / 40.42500, -75.88306.

## Demografía
Según la Oficina del Censo en 2000 los ingresos medios por hogar en la localidad eran de $56,813 y los ingresos medios por familia eran $64,010. Los hombres tenían unos ingresos medios de $41,816 frente a los $27,885 para las mujeres. La renta per cápita para la localidad era de $23,889. Alrededor del 4,2% de la población estaba por debajo del umbral de pobreza.